# Gianfranco Miglio
Gianfranco Miglio (Como, 11 gennaio 1918 – Como, 10 agosto 2001) è stato un politologo e politico italiano.
Sostenitore della trasformazione dello Stato italiano in senso federale o, addirittura, confederale, fra gli anni ottanta e i novanta è considerato l'ideologo della Lega Lombarda, in rappresentanza della quale fu anche senatore, prima di rompere con Umberto Bossi dando vita alla breve stagione del Partito Federalista.

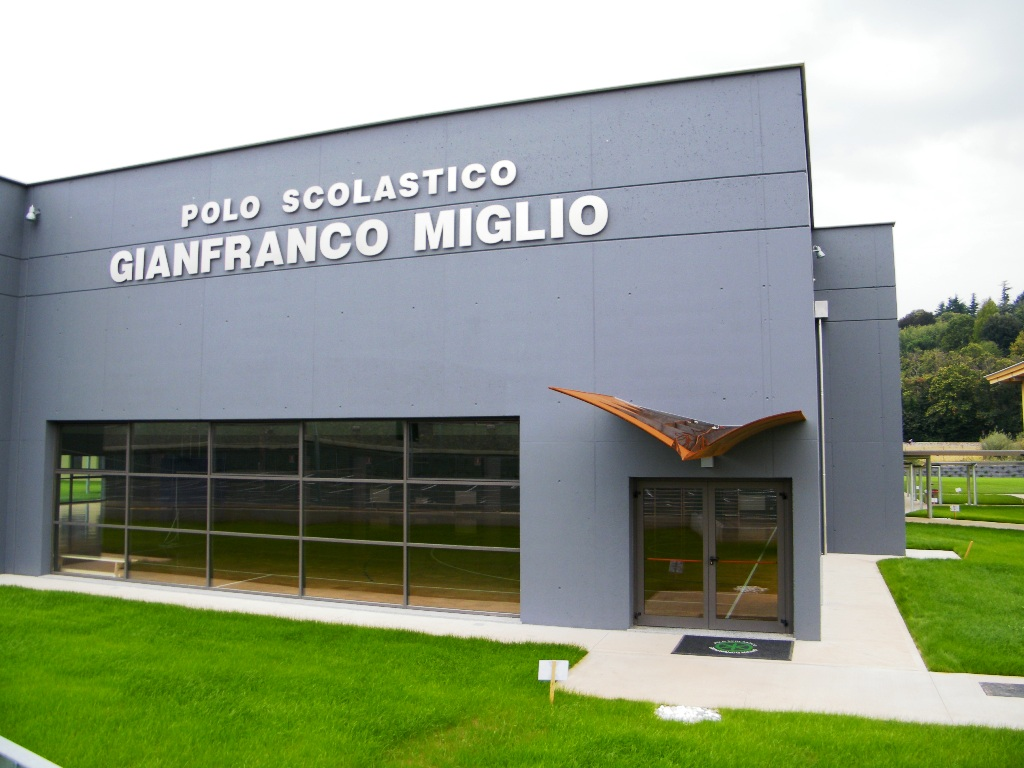
Polo scolastico "Gianfranco Miglio" ad Adro.

Costituzionalista e scienziato della politica, fu senatore della Repubblica Italiana nella XI, XII e XIII legislatura.
Ha insegnato fino al 1989 Scienza politica presso l'Università Cattolica del Sacro Cuore di Milano, ove fu preside della Facoltà di Scienze politiche dal 1959 al 1989. È stato allievo di Alessandro Passerin d'Entrèves e Giorgio Balladore Pallieri, sotto la cui docenza si è formato sui classici del pensiero giuridico e politologico.

## I primi anni
Laureatosi in Giurisprudenza all'Università Cattolica nel 1940 con una tesi sulle Origini e i primi sviluppi delle dottrine giuridiche internazionali pubbliche nell'età moderna, evitò l'arruolamento per la Seconda guerra mondiale a causa di un difetto uditivo congenito, e poté divenire assistente volontario alla cattedra di Storia delle dottrine politiche, che d'Entreves tenne sino alla fine degli anni quaranta nella medesima università.
Libero docente nel 1948, Miglio si dedicò negli anni cinquanta allo studio delle opere di storici e giuristi, soprattutto tedeschi: dai quattro volumi del Deutsche Genossenschaftsrecht che Otto Von Gierke scrisse tra il 1869 e il 1913, ai saggi di storia amministrativa di Otto Hintze.
Fu di quegli anni l'incontro del giovane Miglio con l'immensa produzione scientifica di Max Weber: il professore comasco fu uno dei primi ad aver studiato a fondo Economia e Società, l'opera più importante del sociologo tedesco che era stata completamente trascurata in Italia.

## Sviluppo del lavoro scientifico

### Miglio storico dell'amministrazione
Alla fine degli anni cinquanta, Miglio fondò con il giurista Feliciano Benvenuti l'ISAP Milano (Istituto per la Scienza dell'Amministrazione Pubblica), ente pubblico partecipato da Comune e Provincia di Milano, di cui ricopri per alcuni anni la carica di vicedirettore. In un saggio intitolato Le origini della scienza dell'amministrazione (1957), il professore comasco descriveva con  chiarezza le radici storiche della disciplina. L'interesse per il campo dell'amministrazione era dovuto in quegli anni alle politiche pianificatrici che gli stati andavano conducendo per l'incremento della crescita economica.

#### LaFondazione italiana per la storia amministrativa
Ben presto Miglio sentì tuttavia l'esigenza di studiare in modo più sistematico la storia dei poteri pubblici europei e, negli anni sessanta, costituì la Fondazione italiana per la storia amministrativa: un istituto le cui ricerche vennero condotte con rigoroso metodo scientifico. A tal proposito, il professore aveva appositamente preparato per i collaboratori della fondazione uno schema di istruzioni divenuto famoso per chiarezza e organicità. In realtà, fondando la F.I.S.A. Miglio si era posto l'ambizioso obiettivo di scrivere una storia costituzionale che prendesse in esame le amministrazioni pubbliche esistite in luoghi e tempi diversi: in tal modo egli sarebbe riuscito a tracciare una vera e propria tipologia delle istituzioni dal medioevo all'età contemporanea, al cui interno sarebbero stati indicati i tratti distintivi o, viceversa, gli elementi comuni di ogni potere pubblico. Ma v'era un'altra ragione che aveva indotto Miglio a studiare i poteri pubblici in un'ottica, come scriveva lui stesso, analogico-comparativa. Servendosi di un metodo scientifico che Hintze aveva parzialmente seguito nella prima metà del Novecento, il professore comasco intendeva definire l'evoluzione storica dello stato moderno, storicizzando in tal modo le stesse istituzioni contemporanee.

#### GliActa italica
La fondazione pubblicava tre collezioni: gli Acta italica, l'Archivio (diviso in due collane: la prima riguardante ricerche e opere strumentali, la seconda dedicata alle opere dei maggiori storici dell'amministrazione) e gli Annali. Tra i più autorevoli lavori storici pubblicati nell'Archivio, si ricordano il volume sui comuni italiani di Walter Goetz e il famoso saggio di Pietro Vaccari sulla territorialità del contado medievale. Nella prima serie alcuni giovani studiosi poterono invece pubblicare le loro ricerche di storia delle istituzioni: Gabriella Rossetti, allieva dello storico Cinzio Violante, vi diede alle stampe un approfondito studio sulla società e sulle istituzioni nella Cologno Monzese dell'Alto Medioevo; Adriana Petracchi pubblicò la prima parte di un'interessante ricerca sullo sviluppo storico dell'istituto dell'intendente nella Francia dell'ancien régime; occorre inoltre ricordare il poderoso volume di Pierangelo Schiera sul cameralismo tedesco e sull'assolutismo nei maggiori stati germanici. Su tutt'altro piano si poneva invece la collezione della F.I.S.A. denominata Acta italica: al suo interno dovevano essere pubblicati i documenti relativi all'amministrazione pubblica degli stati italiani preunitari.

#### L'edizione dei lavori della commissione Giulini
Tra i volumi degli Acta italica, occorre ricordare l'edizione dei lavori della Commissione Giulini curata da Nicola Raponi nel 1962, uno studio cui Miglio tenne molto e di cui si servì, molti anni dopo, per la stesura del celebre saggio su Vocazione e destino dei lombardi (in AA.VV. La Lombardia moderna, Electa 1989, ripubblicato in G. Miglio, Io, Bossi e la Lega, Mondadori 1994).
La commissione - i cui lavori avevano avuto luogo a Torino dal 10 al 26 maggio 1859 sotto la presidenza del nobile milanese Cesare Giulini della Porta - aveva il compito di elaborare progetti di legge che sarebbero entrati in vigore in Lombardia nel periodo immediatamente successivo alla guerra. Cavour, che in quegli anni ricopriva la carica di primo ministro, voleva che il governo, nel sancire l'annessione dei nuovi territori al Piemonte di Vittorio Emanuele, mantenesse separati gli ordinamenti amministrativi delle due regioni, lasciando che in Lombardia continuassero a sussistere una parte delle istituzioni austriache esistenti.

#### Il saggioLe contraddizioni dello stato unitario
Nel saggio magistrale Le contraddizioni dello stato unitario (1969) scritto in occasione del convegno per il centenario delle leggi di unificazione, Miglio prese in esame gli effetti devastanti che l'accentramento amministrativo aveva provocato nel sistema politico italiano. La classe politica italiana non fu capace di elaborare un ordinamento amministrativo che consentisse allo stato di governare adeguatamente un territorio esteso dalle Alpi alla Sicilia. Ricorrendo a una felice similitudine, il professore scrisse che la scelta di estendere le norme piemontesi a tutta Italia fu come "far indossare a un gigante il vestito di un nano". Secondo Miglio, i nostri "padri della patria", spaventati dalle annessioni a cascata e dalle circostanze fortunose in cui era avvenuta l'unificazione, preferirono conservare ottusamente gli istituti piemontesi, costringendo la stragrande maggioranza degli italiani ad essere governati da istituzioni che, oltre ad essere percepite come "straniere", si rivelarono palesemente inefficienti.
Nel saggio, Miglio aveva però messo in luce un altro dato fondamentale; il professore scrisse che il paese, quantunque fosse stato formalmente unito dalle norme piemontesi, continuò nei fatti a restare diviso ancora per molti anni: le leggi, che il Parlamento emanava dalle Alpi alla Sicilia, venivano infatti interpretate in cento modi diversi nelle regioni storiche in cui il Paese continuava, nonostante tutto, ad essere naturalmente articolato. Era il federalismo che, negato alla radice dalla classe politica liberal-nazionale in nome dell'unità, si prendeva ora la rivincita traducendosi in forme evidenti di "criptofederalismo".

#### Miglio e Otto Brunner
Furono inoltre fondamentali, nella formazione del professor Miglio, i lavori dello storico austriaco Otto Brunner: di questo eminente studioso di storia medievale Miglio non solo fece tradurre svariati saggi (O.Brunner, Per una nuova storia costituzionale e sociale, Vita e Pensiero 1970), ma promosse anche la pubblicazione dell'opera monumentale Land und Herrschaft: in questo lavoro - uscito per la prima volta nel 1939 - Brunner aveva preso in esame la costituzione materiale degli ordinamenti medievali, ponendo in evidenza i numerosi elementi di diversità tra la civiltà dell'età di mezzo e quella moderna, soprattutto nel modo di concepire il diritto.
La traduzione di Land und Herrschaft, affidata inizialmente alle cure di Emilio Bussi, sarebbe dovuta comparire nell'elegante collana della F.I.S.A. già negli anni sessanta. Interrotto negli anni seguenti, il lavoro venne invece portato a compimento solo nei primi anni ottanta dagli allievi Pierangelo Schiera e Giuliana Nobili. Pubblicato da Giuffré con il titolo di "Terra e potere", il capolavoro di Brunner apparve nel 1983 negli Arcana imperii, la collana di scienza della politica di cui Miglio era divenuto direttore nei primi anni Ottanta. Il professore comasco si occupò inoltre dei contributi recati alla scienza dell'amministrazione da parte di altri due storici e giuristi tedeschi: Lorenz Von Stein e Rudolf Gneist.

#### La chiusura della FISA
Negli anni Settanta la F.I.S.A. dovette chiudere i battenti per mancanza di fondi. Ricordandone a distanza di tempo la fine, ne espose le ragioni con un breve commento: "Malgrado la sua efficienza, la F.I.S.A. ebbe vita breve: gli enti che provvedevano al suo finanziamento, non scorgendo l'utilità "politica" immediata della sua attività, strinsero i cordoni della borsa".

### Miglio scienziato della politica e costituzionalista
Negli anni ottanta, il degenerarsi del clima politico in Italia indusse il professor Miglio ad occuparsi di riforme istituzionali; egli intendeva contribuire in tal modo alla modernizzazione del paese. Fu così che, nel 1983, raggruppando un gruppo di esperti di diritto costituzionale e amministrativo stese un organico progetto di riforma limitato alla seconda parte della costituzione. Ne uscirono due volumi che, pubblicati nella collana Arcana imperii, vennero completamente trascurati dalla classe politica democristiana e socialista. Tra le proposte più interessanti avanzate dal "Gruppo di Milano" - così venne definito il pool di professori coordinati da Miglio - v'era il rafforzamento del governo guidato da un primo ministro dotato di maggiori poteri, la fine del bicameralismo perfetto con l'istituzione di un senato delle regioni sul modello del Bundesrat tedesco, ed infine l'elezione diretta del primo ministro da tenersi contemporaneamente a quella per la camera dei deputati.
Secondo il gruppo di Milano, queste e numerose altre riforme avrebbero garantito all'Italia una maggiore stabilità politica, cancellando lo strapotere dei partiti e salvaguardando la separazione dei poteri propria di uno stato di diritto. Diversamente dalla F.I.S.A., la collana Arcana imperii era incentrata esclusivamente sullo studio scientifico dei comportamenti politici. Il citato volume di Brunner doveva essere pubblicato negli eleganti volumi della F.I.S.A. già negli anni sessanta. All'interno della collana Arcana imperii vennero invece inseriti saggi e contributi di psicologia politica, di etologia, di teoria politica, di economia, di sociologia e di storia.

#### Miglio e Lorenz Von Stein
Alla formazione del pensiero politico di Gianfranco Miglio contribuirono le opere sociologiche di Lorenz Von Stein e i saggi di Carl Schmitt sulle categorie del politico. Secondo Stein, in ogni comunità sono presenti due realtà irriducibili: lo stato e la società. La società è il terreno della libera iniziativa, ove gli uomini forti vincono sui deboli e tentano di stabilizzare le loro posizioni attraverso l'ordinamento giuridico; lo stato è invece il luogo ove regna il principio di uguaglianza. Per Stein esso non può che identificarsi con la monarchia: il re è infatti l'unica autorità in grado di intervenire a sostegno dei più deboli. Già a partire dalla seconda metà del Settecento i monarchi, attraverso il potere di ordinanza, erano stati in grado di modificare le costituzioni giuridiche cetuali all'interno dei loro territori, una politica ch'essi avevano potuto condurre in porto non senza grosse difficoltà, a vantaggio del bene comune: questo era accaduto soprattutto in Austria, in Prussia e in Sassonia, ma anche nella Lombardia austriaca e nel Granducato di Toscana.
È probabile che Stein, quando sosteneva che il ruolo dello stato dovesse controbilanciare quello della società, avesse in mente il riformismo illuminato delle grandi monarchie assolute di fine Settecento (la Prussia di Federico II, l'Austria di Giuseppe II). In realtà, le sue dottrine sociologiche si ponevano all'interno dello stato liberale e partivano dal presupposto che la monarchia, lungi dall'essere un potere assoluto, dovesse comunque fare i conti con il potere della società attestato nei parlamenti. Secondo Stein ogni comunità prospera solo quando stato e società sono in equilibrio, ugualmente vitali ed operanti. Anche il professor Miglio credeva che ogni comunità fosse dominata da due realtà irriducibili ma, a differenza di Lorenz Von Stein, egli non le identificava nello stato e nella società: Non lo stato, perché è una realtà storica inserita nel tempo e, come tutte le creature e specie viventi, destinata a decadere, a scomparire ed essere sostituita da altre forme di aggregazione politica; non la società perché Stein la considerava in un'ottica esclusivamente economico-giuridica e l'aveva tenuta artificiosamente separata dall'altra realtà, lo stato.

#### Miglio e Carl Schmitt
Tornando alla formazione di Miglio, fu senza dubbio decisivo l'incontro con il giurista tedesco Carl Schmitt, che aveva collaborato con il regime hitleriano, in particolare nel sostenere la legalità delle leggi razziali. I rapporti di Schmitt con il nazismo furono di breve durata: nella seconda metà degli anni trenta, il giurista di Plettenberg aveva preso definitivamente le distanze da Hitler. Di Schmitt il professor Miglio apprezzò gli studi di scienza politica e di diritto internazionale: nel 1972 curò assieme a Schiera l'edizione italiana di alcuni saggi pubblicati dal Mulino con il titolo Le categorie del politico. Nella prefazione al volume, il professore si soffermò sui decisivi contributi portati da Schmitt alla scienza politologica.

#### La fine dello stato e il ritorno al medioevo
Con il crollo del muro di Berlino (1989), il professore ritenne che lo stato moderno fosse giunto al capolinea. Il progresso tecnologico e, in modo particolare, il più alto livello di ricchezza cui erano giunti i paesi occidentali lo convinsero che negli anni successivi sarebbero avvenuti cambiamenti di portata radicale, tali da coinvolgere anche la costituzione (Verfassung) degli ordinamenti politici. Secondo Miglio, lo stato avrà in futuro crescenti difficoltà nel garantire servizi efficienti alla popolazione. Ciascun cittadino, vedendo accresciuto il proprio tenore di vita in forza dell'economia di mercato, sarà infatti portato ad avere sempre meno fiducia nei lenti meccanismi della burocrazia pubblica, ch'egli riterrà inadeguata a soddisfare i suoi standard di vita.
L'elevata produttività dei paesi avanzati e la vittoria definitiva dell'economia di mercato su quella pubblica porterà in altri termini a nuove forme di aggregazione politica al cui interno i cittadini saranno destinati a contare in misura molto maggiore rispetto a quanto non lo siano oggi nei vasti stati in cui si trovano inseriti. Secondo il professore gli stati democratici, ancora fondati su istituti rappresentativi risalenti all'Ottocento, non riusciranno più a provvedere agli interessi della civiltà tecnologica del secolo XXI. Con il crollo del muro di Berlino e la fine della guerra fredda, si creano in altri termini le premesse perché la politica cessi di ricoprire un ruolo primario nelle comunità umane e venga invece subordinata agli interessi concreti dei cittadini, legati alla logica di mercato.
La fine degli stati moderni porterà secondo Miglio alla costituzione di comunità neofederali dominate non più dal rapporto politico di comando-obbedienza, bensì da quello mercantile del contratto e della mediazione continua tra centri di potere diversi: sono i nuovi gruppi in cui sarà articolato il mondo di domani, corporazioni dotate di potere politico ed economico al cui interno saranno inseriti gruppi di cittadini accomunati dagli stessi interessi. Secondo il professore, il mondo sarà costituito da una società pluricentrica, ove le associazioni territoriali e categoriali vedranno riconosciuto giuridicamente il loro peso politico non diversamente da quanto avveniva nel medioevo. Di qui l'appello a riscoprire i sistemi politici anteriori allo stato, a riscoprire quel variegato mosaico medievale costituito dai diritti dei ceti, delle corporazioni e, in particolar modo, delle libere città germaniche.
Il professore studiò a fondo gli antichi sistemi federali esistiti tra il medioevo e l'età moderna: le repubbliche urbane dell'Europa germanica tra il XII e il XIII secolo, gli ordinamenti elvetici d'antico regime, la Repubblica delle Province Unite e, da ultimo, gli Stati Uniti tra il 1776 e il 1787. Ai suoi occhi, il punto di forza risiedeva precisamente nel ruolo che quei poteri pubblici avevano saputo riconoscere alla società nelle sue articolazioni corporative e territoriali. Miglio dedicò i suoi ultimi anni allo studio approfondito di questi temi.

## L'impegno politico diretto e il federalismo
Nel 1943, a 25 anni, Miglio si iscrisse alla neonata Democrazia Cristiana, che lasciò nel 1959, quando divenne preside della Facoltà di Scienze politiche dell'Università Cattolica del Sacro Cuore di Milano; Miglio rimase comunque legato culturalmente alla DC fino al 1968. Il 27 aprile 1945, nell'immediato domani della Liberazione, fu tra i fondatori, a Como, del movimento federalista “Il Cisalpino”, con altri docenti dell'Università Cattolica di Milano. Ispirato alle idee di Carlo Cattaneo, il programma del “Cisalpino” prevedeva la suddivisione del territorio italiano su base cantonale, secondo il modello svizzero, con la costituzione di tre grandi macroregioni (Nord, Centro e Sud).
Nel 1971 il suo nome venne proposto per il conferimento del titolo di Commendatore dell'Ordine al Merito della Repubblica Italiana, ma una volta informato del fatto rifiutò di accettare l'onorificenza, che venne annullata con un successivo Decreto presidenziale l'anno seguente. Nel 1990 Miglio si avvicinò alla Lega Nord e ricevette per tale motivo il soprannome lombardo di Profesùr, in analogia con il leader del partito Umberto Bossi, chiamato invece Senatùr. Eletto nel 1992 al Senato della Repubblica come indipendente nelle liste della Lega Nord-Lega Lombarda, per quattro anni (dal 1990 al 1994) lavorò per il partito con l'intento di farne un'autentica forza di cambiamento.
In questo periodo elaborò un progetto di riforma federale fondato sul ruolo costituzionale assegnato all'autorità federale e a quella delle macroregioni o cantoni (del Nord o Padania, del Centro o Etruria, del Sud o Mediterranea, oltre alle cinque regioni a statuto speciale). Questa architettura costituzionale prevedeva l'elezione di un governo direttoriale composto dai governatori delle tre macroregioni, da un rappresentante delle cinque regioni a statuto speciale e dal presidente federale. Quest'ultimo, eletto da tutti i cittadini in due tornate elettorali, avrebbe rappresentato l'unità del paese.
I punti salienti del progetto, esposti nel Decalogo di Assago del 1993, vennero fatti propri dalla Lega Nord solo marginalmente: Bossi preferì infatti seguire una politica di contrattazione con lo stato centrale che mirasse al rafforzamento delle autonomie regionali. Il dissenso di Miglio, iniziato al congresso leghista di Assago, si acuì dopo le elezioni politiche del 1994, dove fu rieletto al Senato, quando il professore si disse non d'accordo sia ad allearsi con Forza Italia, sia a entrare nel primo governo Berlusconi. Soprattutto Miglio non gradì che per il ruolo di ministro delle Riforme istituzionali fosse stato scelto Francesco Speroni al suo posto.
Bossi reagì spiegando: «Capisco che Miglio sia rimasto un po' irritato perché non è diventato ministro, ma non si può dire che non abbiamo difeso la sua candidatura. Il punto è che era molto difficile sostenerla, perché c'era la pregiudiziale di Berlusconi e di Fini contro di lui. Di fatto, il ministero per le Riforme istituzionali a lui non lo davano. ( [...] ) Se Miglio vorrà lasciare la strada della Lega, libero di farlo. Ma vorrei ricordargli che è arrivato alla Lega nel '90 e che, a quell'epoca, il movimento aveva già raggranellato un sacco di consiglieri regionali». In conclusione per Bossi, Miglio «pare che ponga solo un problema di poltrone e la difesa del federalismo non è questione di poltrone». Il giorno dopo, 16 maggio 1994, in aperto dissidio con Umberto Bossi, Miglio lascia la Lega Nord dicendo di Bossi: «Spero proprio di non rivederlo più. ( [...] ) . Per Bossi il federalismo è stato strumentale alla conquista e al mantenimento del potere. L'ultimo suo exploit è stato di essere riuscito a strappare a Berlusconi cinque ministri. Tornerò solo nel giorno in cui Bossi non sarà più segretario».
Nonostante ciò, diversi militanti e sostenitori leghisti continuarono a provare simpatia e ammirazione per il professore e per le sue teorie. Alcuni dirigenti della Lega tennero comunque vivo il dialogo con Miglio, in particolar modo Giancarlo Pagliarini, Francesco Speroni e il presidente della Libera compagnia padana Gilberto Oneto, al quale il professore era particolarmente legato. In particolare Miglio fu in stretti rapporti con l'ex deputato leghista Luigi Negri, col quale fondò il Partito Federalista. Nel 1996 fu eletto ancora una volta al Senato, nel collegio di Como per il Polo per le Libertà, iscrivendosi al gruppo misto.
Negli anni in cui la Lega si spostò su posizioni indipendentiste (1996-1999), Miglio si riavvicinò alla linea del partito, sostenendo a più riprese la piena legittimità del diritto di secessione della Padania dall'Italia come sottospecie del più antico diritto di resistenza medievale.
Colpito da ictus nel 2000, non si riprese e morì ottantatreenne nella sua stessa città natale, Como, circa un anno dopo. Il funerale si tenne a Domaso, sul Lago di Como, comune d'origine del padre e sede di una villa nella quale il professore si rifugiava spesso; in seguito Miglio è stato tumulato nel locale cimitero, a fianco dei membri della sua famiglia.

## Miglio e la mafia
Nella sua originale riflessione sul contrasto tra i regimi giuridici "freddi" e "caldi" Miglio sostenne la necessità di sviluppare, all'interno delle diverse società e culture, ordini giuridici in grado di rispondere alle specifiche esigenze. In maniera provocatoria, egli giunse a dichiararsi favorevole al
(Gianfranco Miglio)
La sua riflessione puntava a cogliere quali fossero le ragioni profonde alla base di mafia, camorra e 'ndrangheta (insieme a ciò che genera il consenso attorno a queste organizzazioni criminali), perché solo istituzioni che sono in sintonia con la comunità – nel caso specifico, che non dimentichino la centralità del rapporto personale piuttosto che impersonale nella società meridionale – possono creare una vera alternativa al presente.

## Opere
- La controversia sui limiti del commercio neutrale fra Giovanni Maria Lampredi e Ferdinando Galiani. Ricerche sulla genesi dell'indirizzo positivo nella scienza del diritto delle genti, Milano, Ispi, 1942.
- La crisi dell'universalismo politico medioevale e la formazione ideologica del particolarismo statuale moderno, in: "Pubbl. Fac. giurispr. Univ. Padova", n. 13, 1942.
- La struttura ideologica della monarchia greca arcaica ed il concetto "patrimoniale" dello Stato nell'eta antica, in: "Jus. Rivista di scienze giuridiche", nuova serie, anno V, fasc. IV, ottobre 1954.
- Le origini della scienza dell'amministrazione, Milano, Giuffrè, 1957.
- L'unità fondamentale di svolgimento dell'esperienza politica occidentale, in: "Rivista internazionale di scienze sociali", anno LXV, fasc. V, settembre-ottobre 1957.
- I cattolici di fronte all'unità d'Italia, in: "Vita e pensiero", fasc. 12, 1959.
- L'amministrazione nella dinamica storica, in: Istituto per la Scienza dell'Amministrazione Pubblica, Storia Amministrazione Costituzione, n. 12, Bologna, Il Mulino, 2004 (1961).
- Le trasformazioni dell'attuale regime politico, in: "Jus. Rivista di scienze giuridiche", anno XVI, fasc. I, 1965.
- Il ruolo del partito nella trasformazione del tipo di ordinamento politico vigente. Il punto di vista della scienza della politica, Milano, La nuova Europa editrice, 1967.
- L'unificazione amministrativa e i suoi protagonisti, a cura di e con Feliciano Benvenuti, Vicenza, Neri Pozza, 1969.
- La trasformazione delle università e l'iniziativa privata, in: Atti del I Convegno su: Università: problemi e proposte, promosso dal Rotary Club di Milano-Centro (8-9 novembre 1969), s.l., s.n., 1969.
- Una Costituzione in "corto circuito", in: "Prospettive nel mondo", n. 19-20, 1978.
- Ricominciare dalla montagna. Tre rapporti sul governo dell'area alpina nell'avanzata eta industriale, Milano, Giuffrè, 1978.
- La Valtellina. Un modello possibile di integrazione economica e sociale, Sondrio, Banca Piccolo Credito Valtellinese, 1978.
- Utopia e realtà della Costituzione, in "Prospettive del mondo", N. 37-38, 1979.
- Posizione del problema. Ciclo storico e innovazione scientifico-tecnologica. Il caso della tarda antichità, in Tecnologia, economia e società nel mondo romano. Atti del Convegno di Como, 27-29 settembre 1979, Como, s.n., 1980.
- Genesi e trasformazioni del termine-concetto Stato, in Stato e senso dello Stato oggi in Italia. Atti del Corso di aggiornamento culturale dell'Università cattolica, Pescara, 20-25 settembre 1981, Milano, Vita e pensiero, 1981.
- Guerra, pace, diritto. Una ipotesi generale sulle regolarità del ciclo politico, in: Umberto Curi (a cura di), Della guerra, Venezia, Arsenale, 1982.
- Una repubblica migliore per gli italiani. Verso una nuova costituzione, Milano, Giuffrè, 1983.
- Le contraddizioni interne del sistema parlamentare-integrale, in: "Rivista italiana di Scienza Politica", a. XIV, n. 2, agosto 1984.
- Considerazioni sulle responsabilità, in: "Synesis, periodico dell'Associazione italiana centri culturali", a. II, n. 1, 1985.
- Le regolarità della politica. Scritti scelti raccolti e pubblicati dagli allievi, 2 voll., Milano, Giuffrè, 1988. ISBN 88-14-01702-6
- Il nerbo e le briglie del potere. Scritti brevi di critica politica, 1945-1988, Milano, Edizioni del Sole 24 ore, 1988.
- Una Costituzione per i prossimi trent'anni. Intervista sulla terza Repubblica, Roma-Bari, Laterza, 1990. ISBN 88-420-3685-4
- Per un'Italia federale, Milano, Il Sole 24 ore, 1990.
- Come cambiare. Le mie riforme, Milano, A. Mondadori, 1992. ISBN 88-04-36046-1
- Italia 1996. Così è andata a finire, con "Il Gruppo del lunedì", Collezione Frecce, Milano, A. Mondadori, 1993. ISBN 88-04-37880-8; ed. Oscar Saggi, 1996. ISBN 88-04-40894-4
- Disobbedienza civile, con Henry David Thoreau, Milano, A. Mondadori, 1993. ISBN 88-04-36755-5
- Io, Bossi e la Lega. Diario segreto dei miei quattro anni sul Carroccio, Milano, A. Mondadori, 1994. ISBN 88-04-39395-5
- Come cambiare. Le mie riforme per la nuova Italia, Milano, A. Mondadori, 1994. ISBN 88-04-37755-0
- Modello di Costituzione Federale per gli italiani, Milano, Fondazione per un'Italia Federale, 1995.
- Federalismi falsi e degenerati, Milano, Sperling & Kupfer, 1997. ISBN 88-200-2401-2
- Federalismo e secessione. Un dialogo, con Augusto Antonio Barbera, Milano, A. Mondadori, 1997. ISBN 88-04-42388-9
- Padania, Italia. Lo stato nazionale è soltanto in crisi o non è mai esistito?, con Marcello Veneziani, Firenze, Le Lettere, 1997. ISBN 88-7166-315-2
- Le barche a remi del Lario. Da trasporto, da guerra, da pesca, e da diporto, con Massimo Gozzi e Gian Alberto Zanoletti, Milano, Leonardo arte, 1999. ISBN 88-7813-468-6
- L'Asino di Buridano. Gli italiani alle prese con l'ultima occasione di cambiare il loro destino, Vicenza, Neri Pozza, 1999. ISBN 88-7305-722-5
- L'Asino di Buridano. Gli italiani alle prese con l'ultima occasione di cambiare il loro destino. Nuova edizione, pref. di Roberto Formigoni, postf. di Sergio Romano, Varese, Edizioni Lativa, 2001.
- AA. VV., Gianfranco Miglio: un uomo libero, coll. Quaderni Padani, nn. 37-38, La Libera Compagnia Padana, Novara, 2002.
- AA. VV., Un Miglio alla libertà, audiolibro, coll. Laissez Parler, Treviglio, La Libera Compagnia Padana - Leonardo Facco Editore, 2005.
- AA. VV., Gianfranco Miglio: gli articoli, coll. Quaderni Padani, nn. 64-65, La Libera Compagnia Padana, Novara, 2006.
- AA. VV., Gianfranco Miglio: le interviste, coll. Quaderni Padani, nn. 69-70, La Libera Compagnia Padana, Novara, 2007.
- L'Asino di Buridano. Gli italiani alle prese con l'ultima occasione di cambiare il loro destino, pref. di Roberto Formigoni, coll. I libri di Libero - Miglio n. 1, Firenze, Editoriale Libero, 2008. ISSN 1591-0423
- Padania, Italia. Lo stato nazionale è soltanto in crisi o non è mai esistito?, con Marcello Veneziani, intr. di Marco Ferrazzoli, coll. I libri di Libero - Miglio n. 2, Firenze, Editoriale Libero, 2008. ISSN 1591-0423
- Federalismo e secessione. Un dialogo, con Augusto Antonio Barbera, coll. I libri di Libero - Miglio n. 4, Firenze, Editoriale Libero, 2008. ISSN 1591-0423
- Disobbedienza civile, con Henry David Thoreau, coll. I libri di Libero - Miglio n. 5, Firenze, Editoriale Libero, 2008. ISSN 1591-0423
- La controversia sui limiti del commercio neutrale fra Giovanni Maria Lampredi e Ferdinando Galiani, pref. di Lorenzo Ornaghi, Torino, Aragno, 2009. ISBN 978-88-8419-394-0
- AA. VV., Gianfranco Miglio: scritti brevi, interviste, coll. Quaderni Padani, nn. 84-85, La Libera Compagnia Padana, Novara, 2009.
- Lezioni di politica. 1. Storia delle dottrine politiche. 2. Scienza della politica, Bologna, Il Mulino, 2 voll., a cura di Davide G. Bianchi e Alessandro Vitale, Bologna, Il Mulino, 2011. ISBN 978-88-15-23329-5
- Discorsi parlamentari, con un saggio di Claudio Bonvecchio, Senato della Repubblica, Archivio storico, Bologna, Il Mulino, 2012. ISBN 88-15-23479-9
- L'Asino di Buridano. Gli italiani alle prese con l'ultima occasione di cambiare il loro destino, coll. Opere scelte di Gianfranco Miglio, a cura di Stefano Bruno Galli, Milano, Guerini e Associati, 2014. ISBN 978-88-6250-501-7
- Considerazioni retrospettive e altri scritti, coll. Opere scelte di Gianfranco Miglio, a cura di Stefano Bruno Galli, Milano, Guerini e Associati, 2015
- Lo scienziato della politica, coll. Opere scelte di Gianfranco Miglio, a cura e con intr. di Stefano Bruno Galli, Milano, Guerini e Associati, 2016. ISBN 978-88-6250-601-4
- Guerra, pace, diritto, con un saggio di Massimo Cacciari, La Nuova Guerra, [S.l. - Milano], Editrice La Scuola, 2016. ISBN 978-88-350-4502-1
- Scritti politici, a cura di Luigi Marco Bassani, pref. di Giuseppe Valditara, coll. I libri del Federalismo, Roma, Pagine, 2016. ISBN 978-88-7557-489-5
- Modello di Costituzione Federale per gli italiani, pref. di Lorenzo Ornaghi, a cura di Andrea Spallino, Torino, G. Giappichelli Editore, 2017. ISBN 978-88-9211-083-0
- La Padania e le grandi regioni, in: Innocenzo Gasparini, L'unità economico-sociale della Padania. In appendice: Guido Fanti, Gianfranco Miglio, con intr. e a cura di Stefano Bruno Galli, Fano, Associazione Gilberto Oneto - Il Cerchio, 2018. ISBN 978-88-8474-515-6
- Carl Schmitt. Saggi, a cura di Damiano Palano, Brescia, Scholé - Editrice Morcelliana, 2018. ISBN 978-88-284-0038-7
- Le origini e i primi sviluppi delle dottrine giuridiche internazionali pubbliche nell'età moderna, pref. di Lorenzo Ornaghi, intr. di Damiano Palano, Torino, Aragno, 2018. ISBN 978-88-8419-875-4
- Vocazione e destino dei Lombardi, a cura e con pref. di Stefano Bruno Galli, [S.l. - Milano], Regione Lombardia, [s.d. - 2018].

### Prefazioni
- Gilberto Oneto, Bandiere di libertà: Simboli e vessilli dei Popoli dell'Italia settentrionale. In appendice le bandiere dei popoli europei in lotta per l'autonomia, intr. di Gianfranco Miglio, Milano, Effedieffe, 1992, ISBN 88-85223-04-4.
- Gianfranco Morra, Breve storia del pensiero federalista, pref. di Gianfranco Miglio, Milano, Oscar Mondadori, 1993, ISBN 88-04-37640-6.
- Gilberto Oneto, Croci draghi aquile e leoni: simboli e bandiere dei popoli padano-alpini, prefazione alla prima edizione di Gianfranco Miglio, Collegno, Roberto Chiaramonte, 2005, SBN TO01538003.